# Stevick Patris
Stevick Patris (* 17. Januar 1991 in Koror) ist ein ehemaliger palauischer Gewichtheber.

## Biografie
Stevick Patris gewann bei den Pazifikspielen 2011 die Bronzemedaille im Federgewicht. Bei den Olympischen Sommerspielen 2012 in London belegte er im Federgewicht den 13. von 15 Plätzen. Er war damit der erste männliche Gewichtheber seines Landes, der an Olympischen Spielen teilnahm.